# Branko Miljuš
Branko Miljuš (Tenin, 17 agosto 1960) è un ex calciatore jugoslavo, dal 1991 croato, di ruolo difensore.

## Carriera

### Club
Iniziò la sua carriera nel 1980 con l'Hajduk Spalato con cui vinse la Coppa di Jugoslavia in due occasioni. Nel 1988 si trasferì in Spagna al Real Valladolid e nel 1990 fu ceduto al Vitória Setúbal, con cui terminò la carriera nel 1992.

### Nazionale
Con la Jugoslavia vanta 14 presenze e la partecipazione al campionato d'Europa 1984 e ai Giochi olimpici di Los Angeles 1984 dove vinse la medaglia di bronzo.

## Statistiche

### Cronologia presenze e reti in nazionale
| Cronologia completa delle presenze e delle reti in nazionale ― Jugoslavia | Cronologia completa delle presenze e delle reti in nazionale ― Jugoslavia | Cronologia completa delle presenze e delle reti in nazionale ― Jugoslavia | Cronologia completa delle presenze e delle reti in nazionale ― Jugoslavia | Cronologia completa delle presenze e delle reti in nazionale ― Jugoslavia | Cronologia completa delle presenze e delle reti in nazionale ― Jugoslavia | Cronologia completa delle presenze e delle reti in nazionale ― Jugoslavia | Cronologia completa delle presenze e delle reti in nazionale ― Jugoslavia |
| Data                                                                      | Città                                                                     | In casa                                                                   | Risultato                                                                 | Ospiti                                                                    | Competizione                                                              | Reti                                                                      | Note                                                                      |
| ------------------------------------------------------------------------- | ------------------------------------------------------------------------- | ------------------------------------------------------------------------- | ------------------------------------------------------------------------- | ------------------------------------------------------------------------- | ------------------------------------------------------------------------- | ------------------------------------------------------------------------- | ------------------------------------------------------------------------- |
| 2-6-1984                                                                  | Oeiras                                                                    | Portogallo                                                                | 2 – 3                                                                     | Jugoslavia                                                                | Amichevole                                                                | -                                                                         |                                                                           |
| 7-6-1984                                                                  | La Línea de la Concepción                                                 | Spagna                                                                    | 0 – 1                                                                     | Jugoslavia                                                                | Amichevole                                                                | -                                                                         | 46’                                                                       |
| 16-6-1984                                                                 | Lione                                                                     | Jugoslavia                                                                | 0 – 5                                                                     | Danimarca                                                                 | Euro 1984 - 1º turno                                                      | -                                                                         |                                                                           |
| 19-6-1984                                                                 | Saint-Étienne                                                             | Francia                                                                   | 3 – 2                                                                     | Jugoslavia                                                                | Euro 1984 - 1º turno                                                      | -                                                                         |                                                                           |
| 12-9-1984                                                                 | Belgrado                                                                  | Scozia                                                                    | 6 – 1                                                                     | Jugoslavia                                                                | Amichevole                                                                | -                                                                         |                                                                           |
| 1-5-1985                                                                  | Lussemburgo                                                               | Lussemburgo                                                               | 0 – 1                                                                     | Jugoslavia                                                                | Qual. Mondiali 1986                                                       | -                                                                         | 46’                                                                       |
| 16-10-1985                                                                | Linz                                                                      | Austria                                                                   | 0 – 3                                                                     | Jugoslavia                                                                | Amichevole                                                                | -                                                                         | 83’                                                                       |
| 16-11-1985                                                                | Parigi                                                                    | Francia                                                                   | 2 – 0                                                                     | Jugoslavia                                                                | Qual. Mondiali 1986                                                       | -                                                                         |                                                                           |
| 30-4-1986                                                                 | Recife                                                                    | Brasile                                                                   | 4 – 2                                                                     | Jugoslavia                                                                | Amichevole                                                                | -                                                                         |                                                                           |
| 11-5-1986                                                                 | Bochum                                                                    | Germania Ovest                                                            | 1 – 1                                                                     | Jugoslavia                                                                | Amichevole                                                                | -                                                                         |                                                                           |
| 19-5-1986                                                                 | Bruxelles                                                                 | Belgio                                                                    | 1 – 3                                                                     | Jugoslavia                                                                | Amichevole                                                                | -                                                                         |                                                                           |
| 25-3-1987                                                                 | Banja Luka                                                                | Jugoslavia                                                                | 4 – 0                                                                     | Austria                                                                   | Amichevole                                                                | -                                                                         |                                                                           |
| 31-3-1988                                                                 | Spalato                                                                   | Jugoslavia                                                                | 1 – 1                                                                     | Italia                                                                    | Amichevole                                                                | -                                                                         |                                                                           |
| 27-4-1988                                                                 | Dublino                                                                   | Irlanda                                                                   | 2 – 0                                                                     | Jugoslavia                                                                | Amichevole                                                                | -                                                                         |                                                                           |
| Totale                                                                    |                                                                           | Presenze                                                                  | 14                                                                        |                                                                           | Reti                                                                      | 0                                                                         |                                                                           |

## Palmarès

### Club
- Coppa di Jugoslavia: 2

Hajduk Spalato: 1983-1984, 1986-1987

### Nazionale
- Bronzo olimpico: 1

Los Angeles 1984